# Giorni di tuono
Giorni di tuono (Days of Thunder) è un film d'azione del 1990 diretto da Tony Scott ed interpretato da Tom Cruise, Robert Duvall e Nicole Kidman. Nella pellicola sono presenti anche in alcuni cameo dei reali piloti NASCAR, come Rusty Wallace, Neil Bonnett, ed Harry Gant.
Questo film segnò anche l'incontro sul set fra Tom Cruise e Nicole Kidman ed è il primo dei tre che gireranno insieme (gli altri due sono Cuori ribelli ed Eyes Wide Shut).

## Trama
Cole Trickle è un giovane pilota automobilistico di grande talento proveniente dalla serie Indycar che viene ingaggiato da una scuderia emergente per correre proprio nella Nascar, con Harry Hogge a capo.
Dopo un inizio molto difficile, fatto di incidenti e bravate, Cole vince per la prima volta sul circuito di Darlington con una manovra al limite dell'impossibile. Da qui inizia la rivalità con Rowdy, rivalità che vede Cole prevalere (con 5 vittorie in 6 gare) anche nel tifo. A Daytona, nella gara più importante della stagione, tuttavia, restano coinvolti in un incidente gravissimo, ma da cui si salvano entrambi, anche se in modo diverso: Cole infatti si è completamente ristabilito, mentre il trauma subito da Rowdy gli impedirà di tornare a correre. Proprio in ospedale Cole conosce l'affascinante neurochirurgo Claire Lewicki di cui si innamora subito, venendo infine ricambiato.
Cole quindi può tornare, dopo una lunga degenza, a correre, ma il pilota da cui è stato sostituito, Russ Wheeler, si è dimostrato molto talentuoso. Il proprietario del team, Tim, decide di costituire un altro team per far correre entrambi; lo scontro è inevitabile e ad uscirne sconfitto è Cole, assieme ad Harry.
Tuttavia Cole vuole tornare a correre e l'occasione gli viene offerta da Rowdy, ormai diventato amico di Cole, che gli chiede di correre con la sua auto e piazzarla fra le prime cinque per rispettare gli impegni presi con gli sponsor prima dell'incidente. Cole richiede l'aiuto di Harry per quest'ultima gara, che si svolge nuovamente a Daytona. Dopo una partenza di gara titubante Cole, in fondo al gruppo, riesce a superare indenne un incidente simile a quello che lo aveva quasi ucciso. Da qui riacquista la fiducia in sé e, dopo una rimonta straordinaria (da ultimo a secondo) riesce, all'ultima curva, a battere anche Russ ed a trionfare sul circuito di Daytona.

## Accoglienza
Nonostante la pellicola sia stata un grande successo al botteghino, guadagnando quasi 158 milioni di dollari a livello internazionale, ha ricevuto recensioni contrastanti da parte della critica. Il film infatti viene visto come un tentativo mal riuscito di Jerry Bruckheimer, Don Simpson, Tony Scott e Tom Cruise di ripetere il grandissimo successo di Top Gun.
 Anche il critico cinematografico Roger Ebert notò, oltre che le similitudini evidenti tra le due pellicole, diversi fattori che accomunavano i due film con altri due film dello stesso Cruise, ovvero Il colore dei soldi e Cocktail.

## Colonna sonora
La colonna sonora del film è stata composta da Hans Zimmer, con la partecipazione speciale del chitarrista Jeff Beck, e prodotta da Trevor Horn.
Il tema principale è il brano The Last Note of Freedom cantato da David Coverdale degli Whitesnake su esplicita richiesta di Tom Cruise in persona. Le parti vocali di Coverdale vennero registrate nel 1990 a Los Angeles durante una pausa del tour promozionale legato all'album Slip of the Tongue degli Whitesnake. La colonna sonora presenta inoltre la cover Knockin' on Heaven's Door di Bob Dylan eseguita dai Guns N' Roses, che verrà poi inserita in versione leggermente modificata nell'album Use Your Illusion II pubblicato dal gruppo nel 1991.
1. David Coverdale – The Last Note of Freedom
2. John Waite – Deal for Life
3. Tina Turner – Break Through the Barrier
4. Chicago – Hearts in Trouble
5. Cher – Trail of Broken Hearts
6. Guns N' Roses – Knockin' on Heaven's Door
7. Elton John – You Gotta Love Someone
8. Maria McKee – Show Me Heaven
9. Apollo Smile – Thunderbox
10. Joan Jett & The Blackhearts – Long Live the Night
11. Spencer Davis Group – Gimme Some Lovin'

## Riconoscimenti
- 1991 - Premio Oscar
  - Nomination Miglior sonoro
- 1990 - BMI Film & TV Awards
  - Miglior colonna sonora a Hans Zimmer

## Opere derivate
Al film sono ispirati ufficialmente diversi videogiochi di guida:
- Days of Thunder (1990) per Amiga, Atari ST, Commodore 64, DOS, Game Boy, NES, ZX Spectrum
- Days of Thunder (1990) gioco elettronico della Tiger Electronics
- Days of Thunder (2009) per iOS[5]
- Days of Thunder (2011) per PlayStation 3, PlayStation Portable
- Days of Thunder: Arcade (2011) per Xbox 360